# Marcillé-Robert
Marcillé-Robert (en bretó Marc'helleg-Roperzh, en gal·ló Marcilhae-Robert) és un municipi francès, situat a la regió de Bretanya, al departament d'Ille i Vilaine. L'any 2006 tenia 922 habitants. Limita al nord-oest amb Boistrudan, al nord amb Moulins, al nord-est amb Bais, a l'oest amb Essé, a l'est amb Visseiche, al sud-oest amb Le Theil-de-Bretagne i al sud amb Retiers.

## Demografia
| 1962                                       | 1968 | 1975 | 1982 | 1990 | 1999 |
| ------------------------------------------ | ---- | ---- | ---- | ---- | ---- |
| 918                                        | 983  | 943  | 837  | 837  | 856  |
| Des de 1962: població sense dobles comptes |      |      |      |      |      |

## Administració
| Període   | Identitat     | Partit |
| --------- | ------------- | ------ |
| 1995-2008 | Marcel Jamois |        |
| 2008-     | Louis Chapon  |        |